# Ngozi Onwumere
Ngozi Onwumere, née le 23 janvier 1992 à Mesquite (États-Unis), est une athlète américaine, ancienne sprinteuse et actuellement bobeuse représentant le Nigeria.

## Biographie
Onwumere nait et grandit à Mesquite, au Texas.  Elle étudie à l'Université de Houston.
Elle concourt à l'échelle internationale pour le Nigéria. Onwumere se spécialise en 100 mètres, 200 mètres, 400 mètres et 4 x 100 mètres relais. Ngozi Onwumere gagne la médaille d'or aux côtés de Bénédiction Okagbare, Lawretta Ozoh et Cecilia Francis dans le 4 x 100 mètres relais en 2015, aux Jeux panafricains de Brazzaville au Congo. Elle représente aussi le Nigéria en 2015 lors des championnats du Monde de Relais à Nassau aux Bahamas. 
Elle représente le Nigéria en 2018 aux jeux Olympiques d'Hiver au bobsleigh à deux, aux côtés de Seun Adigun et Akuoma Omeoga et elle est porte-drapeau à la cérémonie d'ouverture des Jeux olympiques d'hiver de 2018.